# オ・チャンソク
オ・チャンソク（呉 昶錫、1982年6月2日 - ）は、大韓民国の俳優。PFエンターテインメント所属。2008年デビュー。182cm、72kg。ソウル市出身。

## 演技活動

### ドラマ
- 彼らが生きる世界（2008年、KBS） - ソン・ソユ役
- アテナ-ATHENA-～戦争の女神～（2010年-2011年、SBS） - イ·ドンフン役
- TEN（2011年-2012年、OCN） - ソン・イハン役
- 愛よ、愛（2012年-2013年、KBS） - パク・ノギョン役
- オーロラ姫（2013年、MBC） - ファン・ママ役
- 私はチャン・ボリ!（2014年、MBC） - イ・ジェヒ役
- 私の心きらきら（2015年、SBS） - チャ・ドフン役
- 唯一拉美～You will Love me～（2015年-2016年、ドラマH) - オ・グンベク役（主演）
- アントラージュ（2016年、tvN） - オ・チャンソク役
- 被告人（2017年、SBS） - カン・ジュニョク役
- リッチマン（2018年、Dramax） - ミン・テジュ役
- 太陽の帝国（2019年、KBS） - オ・テヤン（キム・ユウォル）役
- 魔女のゲーム（2022年、MBC） - カン・ジホ役

### バラエティー
- 2015年：MBC Every1　「結婚を語る男たち」 결혼을 떠는 남자들　レギュラー
- 2016年：MBC　「シングル男のハッピーライフ」2016年04月08日(金)　ゲスト

### 映画
- もう少しだけ近くに（2010年） - ヨンス役
- ミッション、トップスターを盗め（2015年）- ユンビン役（主演）

## 受賞歴
- 2012年：第20回　大韓民国文化演芸大賞　ドラマ部門　男性新人賞
- 2013年：MBC演技大賞　男性新人演技賞　「オーロラ姫」
- 2015年：韓国「TOP STAR NEWS選 今後が期待される俳優」第8位[1]